# Ertholmene
Bản mẫu:Kortpositioner

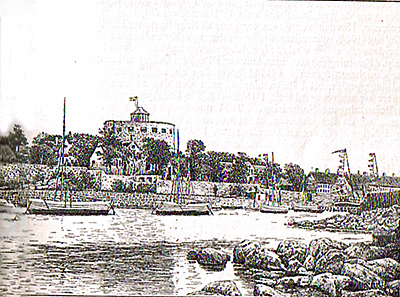
Cảng Christiansø 1896

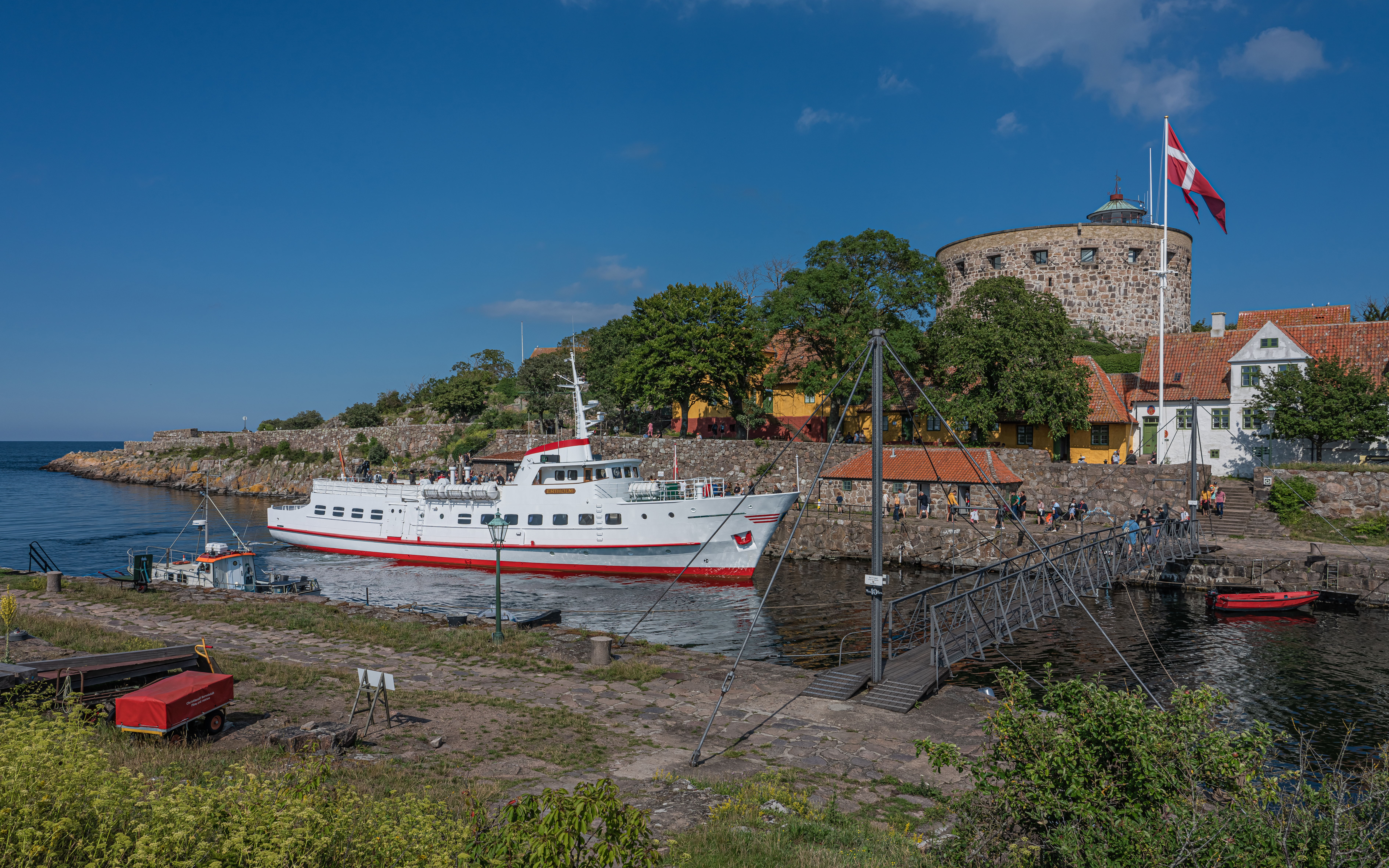
... và năm 2024

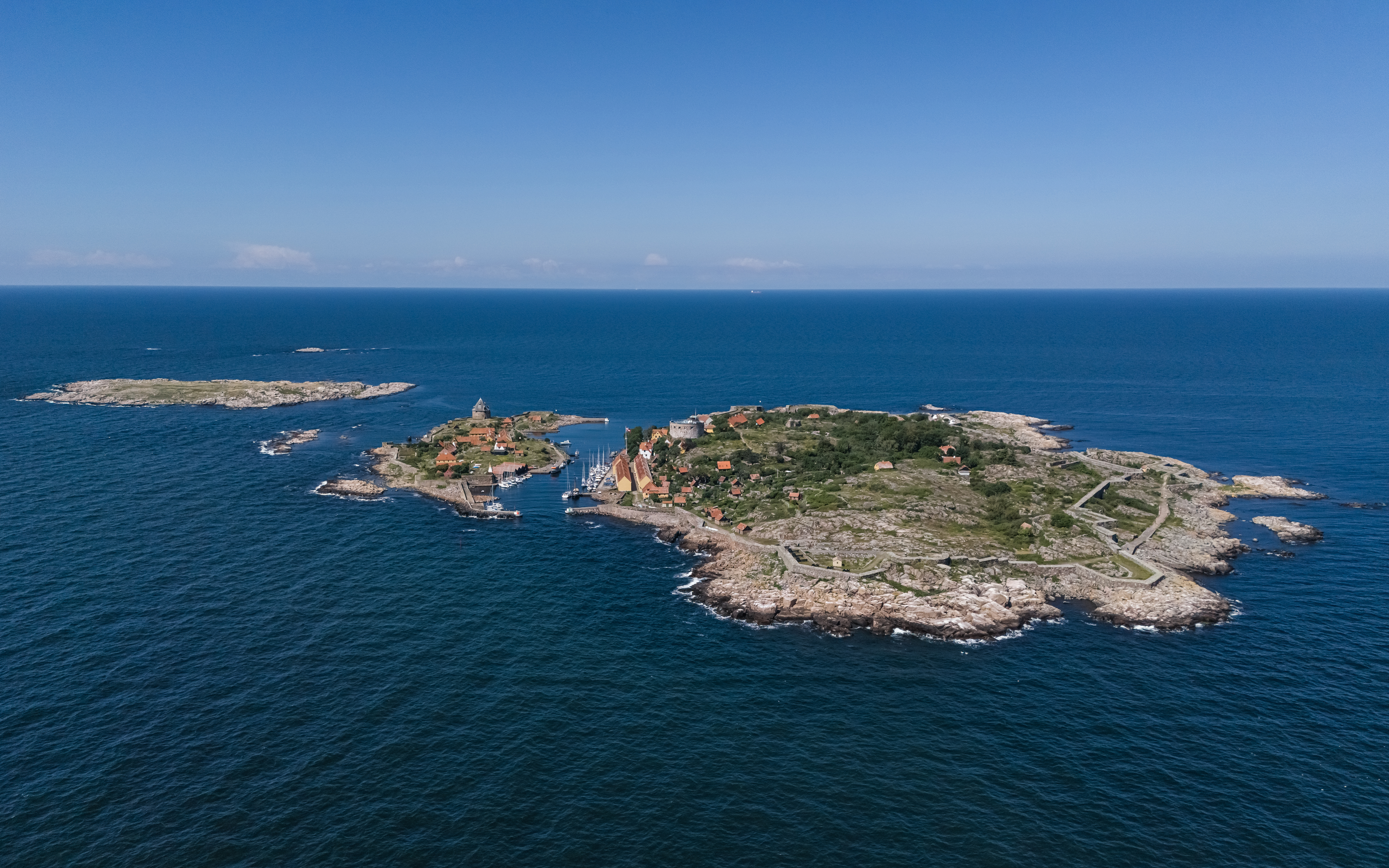
Christiansø 2024

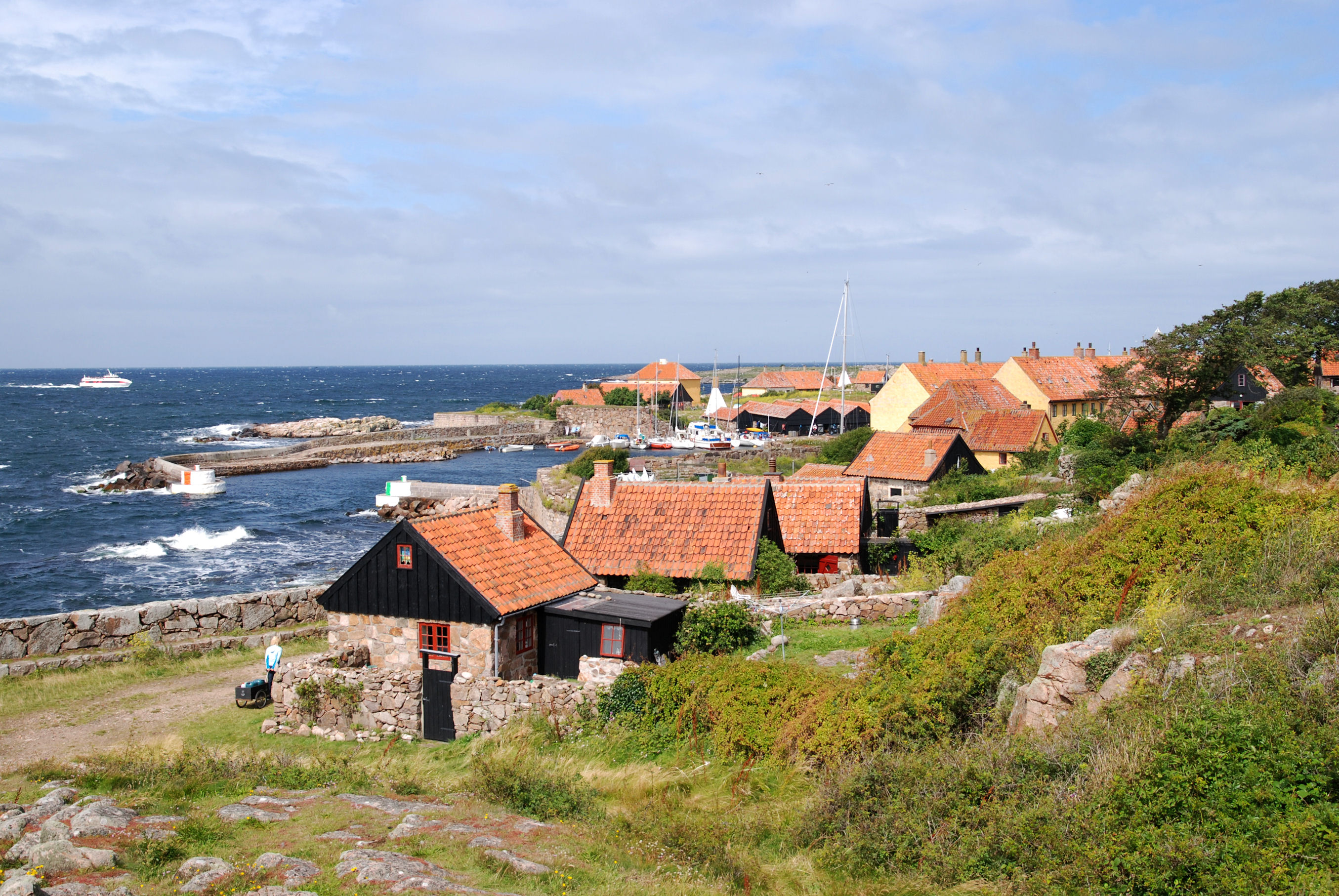
Christiansø 2007

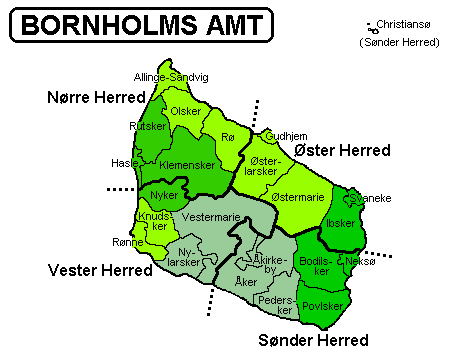
Vị trí nhóm đảo Ertholmene ift. Bornholm

Ertholmene là 1 nhóm đảo nhỏ của Đan Mạch, trong Biển Baltic, cách phía đông bắc đảo Bornholm chừng 20 km. Nhóm đảo này gồm 2 đảo nhỏ có cư dân là Christiansø và Frederiksø, cùng một số đảo nhỏ không người ở và các vỉa đá. Hai đảo chính nối với nhau bằng 1 cầu cho người đi bộ, dài khoảng 30 m.
- Tổng diện tích của nhóm đảo: 39 ha, trong đó đảo Christiansø 22,3 ha, đảo Frederiksø 4 ha và Græsholm 9 ha.
- Dân số: 96 người (1.1.2008) cư ngụ trên đảo Christiansø và Frederiksø.

Về hành chính Ertholmene không thuộc thị xã nào, nhưng dưới quyền quản trị của Cơ quan quản trị thuộc Bộ Quốc phòng Đan Mạch, cũng gọi là "Kongen af Christiansø" (Vua Christiansø). Nhóm đảo này có 1 bác sĩ riêng và 1 trường học tới hết lớp 7.
Điểm cực đông của nhóm đảo và của cả Đan Mạch là Østerskær (Vỉa đá phía đông) cách đảo Christiansø 300 m về phía đông.

## Lịch sử
Trước cuối thế kỷ 17, dường như không có người cư ngụ trên nhóm đảo này. Thời đó gọi là đảo Kirkeholmen (nay Christiansø) và Bodholmen (nay Frederiksø).
Năm 1684 vua Christian V quyết định xây dựng 1 lâu pháo đài trên các đảo này chung quanh Cảng tự nhiên giữa đảo Kirkeholmen và Bodholmen. Lâu pháo đài này gọi là "Christiansø", và từ đó 2 đảo chính đổi tên thành Christiansø (theo tên vua Christan V) và Frederiksø (theo tên vua Frederik IV). Lâu pháo đài có 2 tháp canh, tháp lớn trên đảo Christiansø và tháp nhỏ trên đảo Frederiksø, cùng với các công sự và tường bao quanh. Các nhà khác của lâu pháo đài được xây chung quanh cảng. Pháo đài này được dùng làm căn cứ quân sự cho tới năm 1855.
Trong cuộc điều tra dân số năm 1810 nhóm đảo Ertholmene có 829 cư dân. Sau đó số cư dân giảm nhanh, nhất là sau khi lâu pháo đài bị bãi bỏ. Ngày nay nhiều cơ sở của lâu pháo đài cùng tường bao bọc vẫn được gìn giữ và được bảo tồn.
Năm 1821 nhà thần học và theo chủ nghĩa vô chính phủ Jacob Jacobsen Dampe được chuyển tới nhốt trên đảo Christiansø dưới sự canh phòng cẩn mật. Ban đầu ông ta bị tòa án xử tử hình, nhưng được vua Frederik VI giảm xuống còn án chung thân.
Sau khi lâu pháo đài bị bãi bỏ, thì cư dân sống bằng nghề đánh bắt cá. Ngày nay nhóm đảo cũng trở thành nơi thu thút các khách du lịch. Hàng năm có khoảng 60-80.000 du khách tới đây.
Sau cuộc cải cách hành chính năm 2007, các cư dân ở đây là những người duy nhất trong toàn Đan Mạch được miễn đóng góp tiền cho dịch vụ y tế.

## Các đảo

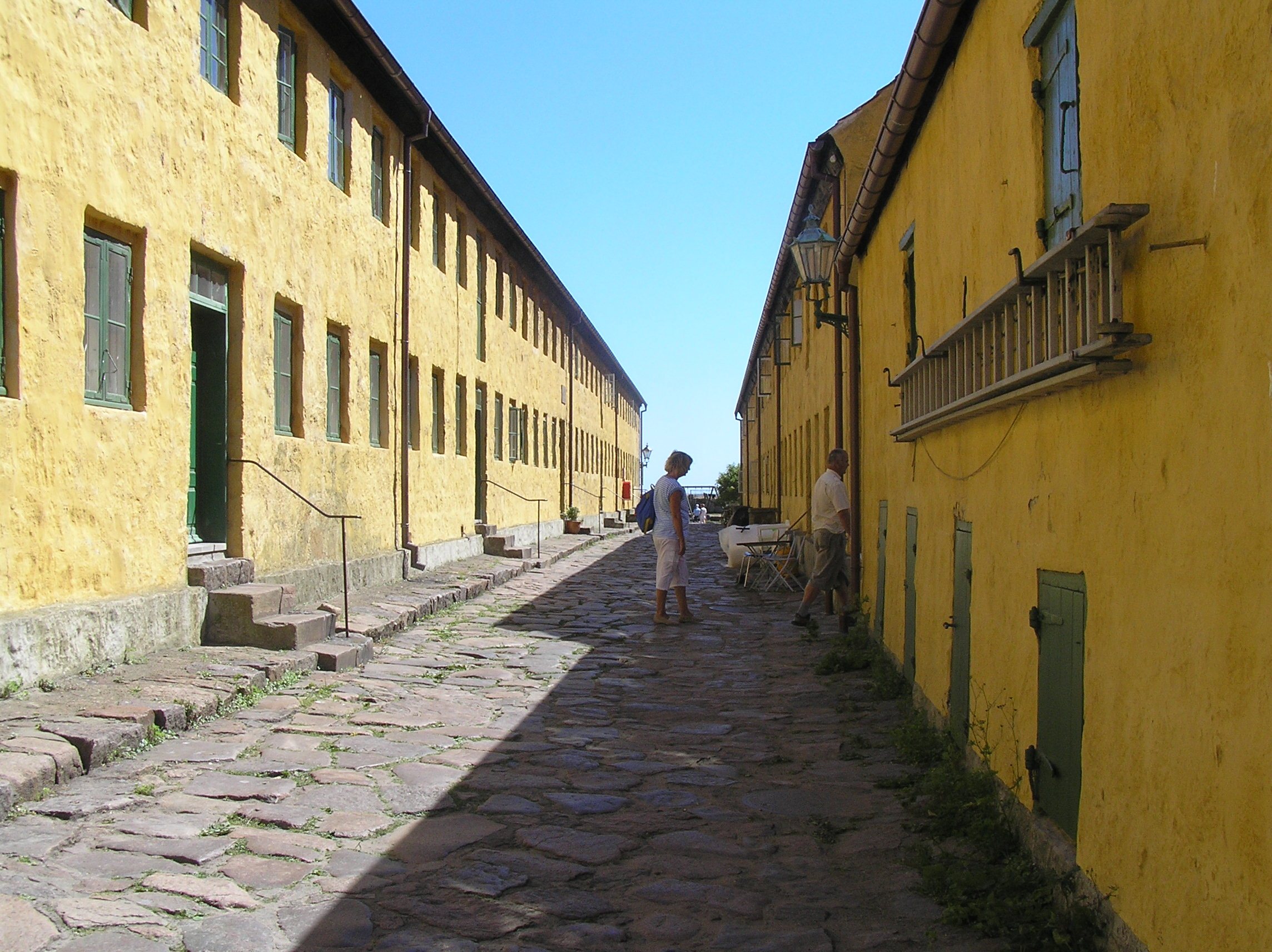
Đường phố ở Christiansø.

### Christiansø
Christiansø là đảo lớn nhất trong nhóm đảo Ertholmene:
- Diện tích: 22,3 ha.
- Điểm cao nhất: Møllebakken, 22 m trên mực nước biển.
- Gọi theo tên: Vua Christian V

### Frederiksø
Frederiksø là đảo lớn thứ 3 và có dân cư ngụ:
- Diện tích: 4 ha.
- Điểm cao nhất: 8 m trên mực nước biển.
- Gọi theo tên: Vua Frederik IV

### Græsholm
Græsholm (hoặc Græsholmen) là đảo lớn thứ nhì, nhưng không có cư dân:
- Diện tích: 9 ha.
- Điểm cao nhất: 11 m trên mực nước biển.

Græsholm là khu bảo tồn loài chim. Nhiều loại chim tới đây để sinh đẻ và dân chúng không được tới đây.

### Lilleø
Lilleø là 1 đảo nhỏ không có người cư ngụ, ở phía tây nam đảo Frederiksø. Đảo cũng là khu bảo tồn loài chim biển.

### Høgebur
Høgebur là 1 vỉa đá nhỏ không có người cư ngụ, nằm ở giữa đảo Christiansø và Østerskær.

### Tat
Tat cũng là 1 vỉa đá nhỏ không có người cư ngụ, ở cách đảo Christiansø chừng 1,5 km về phía tây bắc. Vỉa đá này dài khoảng 100 m, chỗ rộng nhất khoảng 75 m và có khoảng 10 vỉa đá rất nhỏ bao quanh, trong đó các vỉa lớn gọi là Langeskær, Loen, Kalven và Firken. Có 1 tháp hải đăng trên vỉa đá này. Tat cũng là khu bảo tồn loài chim và dân chúng không được tới đây.

### Tyveskær
Tyveskær là 1 vỉa đá nhỏ, không người cư ngụ, ngay bên ngoài đảo Christiansø, dài khoảng 40 m và rộng khoảng 30 m.

### Vesterskær
Vesterskær là 1 vỉa đá nhỏ, không người cư ngụ, cách đảo Frederiksø chừng 75 m về phía tây. Vỉa đá này dài khoảng 100 m, chỗ rộng nhất khoảng 50 m.

### Østerskær
Østerskær là vài vỉa đá nhỏ, không có người cư ngụ, cách đảo Christiansø khoảng 300 m về phía đông và là điểm cực đông của Đan Mạch.